# TempEau
TempEau (stylisé TempEau.) est un groupe allemand de rock, originaire d'Ahrensburg, près de Hambourg. Les membres de ce groupe sont l'acteur Marek Harloff (chant, basse) et les deux membres du groupe Selig, Jan Plewka (chant, guitare) et Stephan « Stoppel » Eggert (batterie). Ils ont tous grandi à Ahrensburg, dans le Schleswig-Holstein, et dans la ville voisine de Großhansdorf, où ils résident désormais. 

## Histoire
En février 2005, ils sortent l'EP Die Temperatur des Wassers et l'album TempEau. Le groupe participe non seulement à des concerts live, mais aussi dans la pièce-jeunesse Lila, qui est jouée au Schauspielhaus de Hambourg. Leur première apparition télévisée dans cette constellation sous le nom de TempEau. a lieu à l'automne 2005 chez Raffaela Jungbauer dans l'émission musicale Newcomer TV diffusée sur les chaînes de télévision HR et WDR.
En 2006, le groupe se présente avec la chanson Schöner Tag für Schleswig-Holstein au Bundesvision Song Contest de Stefan Raab et se classe 11e. Le deuxième album Kein Weg zurück sort le 5 mai 2006. Alors que sur TempEau. Marek Harloff assurait le chant solo de toutes les chansons, sur Kein Weg zurück, Harloff et Jan Plewka se partagent ce rôle.
TempEau tourne en 2006, entre autres, en première partie de la tournée solo du batteur des Ärzte, Bela B. 

## Discographie

### Albums studio
- 2005 : TempEau.
- 2006 : Kein Weg zurück

### EP
- 2004 : Die Temperatur des Wassers

### Singles
- 2005 : Ich und Du
- 2006 : Schöner Tag (77e place des charts allemands[3])
- 2006 : Vorbei
- 2006 : Mädchen aus Greifswald